# آرتاک داوتیان
آرتاک داوتیان (ارمنی: Արտակ Դավթյան؛ ) یک سیاستمدار اهل ارمنستان است که از تاریخ ۱۹۹۰ تا تاریخ ۱۹۹۱ در دولت وازگن مانوکیان سمت وزارت تجارت ارمنستان را برعهده داشت.